# Celadas
Celadas település Spanyolországban, Teruel tartományban. Celadas Alfambra, Teruel, Cella, Villarquemado, Santa Eulalia del Campo és Camañas községekkel határos. Lakosainak száma 329 fő (2024).

## Népesség
A település népessége az utóbbi években az alábbiak szerint változott:
| Lakosok száma | 412  | 419  | 405  | 443  | 406  | 399  | 408  | 388  | 362  | 329  |
|               | 2001 | 2004 | 2007 | 2009 | 2012 | 2014 | 2017 | 2019 | 2022 | 2024 |